# ノーマルKIM
ノーマルKIM（ノーマルキム、1980年7月30日 - ）は、日本のアダルトビデオメーカーのドグマに所属するAV監督・AD。

## 概要
- 京都府出身。血液型A型。
- 京都の私立大学を中退後、上京。
- 映画監督・原一男の疾走プロダクションにて助監督を経験。
- 2004年、ドグマに入社。一年半のAD経験後、『デカい唇のお姉さんにもてあそばれたい。』でAV監督デビューを果たす。
- 「特徴が無いのが特徴の男」（公式サイトより）。
- ドグマ総帥、TOHJIROの愛弟子である。
- 『オナニーパラノイア』シリーズや『性母○○』シリーズなどヒット作を抱えている。
- ドグマNo.1の若手監督である。
- 2007年度のD-1クライマックスにTOHJIROの絶対命令により突如参戦。『冷たい性欲の少女達』を無事出品している。

## 代表作
- 『オナニーパラノイア』シリーズ
- 『性母○○』シリーズ
- 『冷たい性欲の少女達』